# 588-as busz
Az 588-as busz a budapesti agglomerációban közlekedő helyközi járat, Monorierdő és Felsőnyáregyháza között közlekedik. 2016. október 2-áig 2261-es jelzéssel közlekedett.

## Megállóhelyei
| 0  | Monorierdő, vasúti megállóhely végállomás     | 17 | S50 G50 Z50 sebesvonat, gyorsvonat |
| 7  | Krizsán tanya                                 | 10 |                                    |
| 9  | Nyáregyháza, Termelőszövetkezet major         | 8  |                                    |
| 11 | Felsőnyáregyháza, vasúti elágazás             | 6  | 586, 589                           |
| 14 | Szentimretelep, autóbusz-forduló*             | 4  | 586, 589                           |
| 15 | Szentimretelep, bejárati út*                  | 3  | 586, 589                           |
| 16 | Felsőnyáregyháza, vasúti elágazás*            | 1  | 586, 589                           |
| 17 | Felsőnyáregyháza, autóbusz-forduló végállomás | 0  | 586, 589                           |

*Ezeket a megállókat Felsőnyáregyháza felé csak néhány járat érinti.